# 官山河水库
官山河水库是位于中华人民共和国湖北省十堰市丹江口市境内的一座水库，位于汉江支流官山河中段寨沟口，建于1958年。水库正常库容为1070万立方米，集雨面积为403平方千米，海拔为123.7米。